# كريستين سيمون
كريستين سيمون (بالفرنسية: Christine Simon )‏ (و. 1951 – م) هي ممثلة، من فرنسا، ولدت في باريس.

## وصلات خارجية
- كريستين سيمون على موقع IMDb (الإنجليزية)
- كريستين سيمون على موقع ألو سيني (الفرنسية)
- كريستين سيمون على موقع قاعدة بيانات الأفلام السويدية (السويدية)
- كريستين سيمون على موقع قاعدة بيانات الفيلم (الإنجليزية)
- كريستين سيمون على موقع كينوبويسك (الروسية)